# Bordeta quadriplagiata
Bordeta quadriplagiata là một loài bướm đêm trong họ Geometridae.